# Grand Prix of Sochi
Il Grand Prix of Sochi è una corsa a tappe maschile di ciclismo su strada che si svolge in Russia ogni anno nel mese di aprile. Dal 2005 fa parte del calendario dell'UCI Europe Tour classe 2.2.
L'edizione del 2010 prese il nome di Gran Prix of Adygeya.

## Albo d'oro
Aggiornato all'edizione 2015.
| Anno | Vincitore           | Secondo             | Terzo               |
| ---- | ------------------- | ------------------- | ------------------- |
| 2005 | Aleksandr Chatuncev | Sergej Kolesnikov   | Aleksej Šmidt       |
| 2006 | Sergej Kolesnikov   | Aleksandr Chatuncev | Jurij Trofimov      |
| 2007 | Aleksej Šmidt       | Roman Klimov        | Aleksandr Budaragin |
| 2008 | Dirk Müller         | Roman Klimov        | Dmitrij Puzanov     |
| 2009 | non disputata       | non disputata       | non disputata       |
| 2010 | Vitalij Popkov      | Oleksandr Šejdyk    | Valerij Valynin     |
| 2011 | Björn Schröder      | Oleksandr Šejdyk    | Sergej Rudaskov     |
| 2012 | Ivan Stević         | Dmitrij Kosjakov    | Anatolij Pachtusov  |
| 2013 | Vitalij Buc         | Maksim Razumov      | Vitalij Popkov      |
| 2014 | Il'nur Zakarin      | Sergej Lagutin      | Vitalij Buc         |
| 2015 | Alexander Foliforov | Ivan Savickij       | Igor Frolov         |